# فریتز یاکوبسون
فریتز یاکوبسون (انگلیسی: Fritz Jakobsson؛ زادهٔ ۸ ژانویهٔ ۱۹۴۰) نقاش اهل فنلاند است که اکنون ساکن واسا است. او بیشتر به خاطر پرتره‌هایش شناخته می‌شود. او کار خود را از سال ۱۹۶۷ آغاز کرد و از آن زمان حدود ۱۱۰ نمایشگاه هنری در فنلاند، سوئد، آلمان و ایتالیا برگزار کرده است.
او بیش از ۲۰۰۰ اثر هنری خلق کرده است که حدود ۸۰۰ تای آنها پرتره هستند. شناخته‌شده‌ترین پرتره‌های سفارش داده شده او از ملکه سیلویای سوئد، پاپ ژان پل دوم، کاردینال کارلو فورنو، کاردینال [جوزپه کاپریو]] و پرنسس استفانیا آنجلو-کومننو از تسالی هستند. او همچنین چهرۀ بسیاری از افراد تأثیرگذار در زندگی عمومی فنلاند و صنعت و تجارت فنلاند، مانند یاکو پوورو، کاری کایرامو و کازیمیر ارنروت را نقاشی کرده است. فریتز یاکوبسون عضو آکادمی هنر و علوم آنجلیکا-کنستانتینیانا است.